# High Time
High Time je hudební album skupiny Excalion. Vydáno bylo v roce 2010.

## Seznam skladeb
1. Enter A Life
2. From Somewhere To Anywhere
3. Sun Stones
4. The Flags In Line
5. Bring On The Storm
6. The Shroud
7. Firewood
8. Lifetime
9. Quicksilver
10. A Walk On A Broken Road
11. Foreversong